# Daniil Sobtjenko
Daniil Jevgenjevitj Sobtjenko (ryska: Дании́л Евге́ньевич Со́бченко), född 13 april 1991 i Kiev, Ukrainska SSR, Sovjetunionen, död 7 september 2011 utanför Jaroslavl, Ryssland, var en ukrainskfödd rysk professionell ishockeyspelare som spelade för Lokomotiv Jaroslavl i KHL. 
Sobtjenko var född i Kiev och hade rötterna i Ukraina, men blev fostrad i Lokomotiv Jaroslavls ungdomsverksamhet. Han var med i det ryska JVM-guldlaget 2011, där han stod för sju poäng på sju matcher och slutade femma i den interna poängligan.

## Död
Sobtjenko var den 7 september 2011 ombord på ett passagerarflygplan som kraschade i staden Jaroslavl klockan 16:05 MSK under en flygning mellan Yaroslavl-Tunoshna Airport (IAR) och Minsk-1 International Airport (MHP). Hans lag Lokomotiv Jaroslavl var på väg till en bortamatch i Minsk. Efter att planet lyfte från flygplatsen kunde det inte nå tillräckligt hög höjd och kraschade in i en ledning innan det störtade i floden Volga.